# Prince of Persia: I due troni
(Kaileena nel prologo del gioco)
Prince of Persia: I Due Troni (Prince of Persia: The Two Thrones nell'originale) è un'avventura dinamica sviluppata da Ubisoft Montreal e pubblicato da Ubisoft nel 2005.
È l'ultimo capitolo della trilogia riguardante la saga delle sabbie di Prince of Persia iniziata con Prince of Persia: Le sabbie del tempo. L'ambientazione riprende i toni solari del primo episodio.
Per Wii e PlayStation Portable è stato pubblicato con il titolo di Prince of Persia: Rival Swords.

## Trama
Dopo aver cambiato il proprio destino, ucciso il Dahaka e salvato Kaileena, l'Imperatrice del Tempo, il Principe si imbarca con lei per tornare a Babilonia e cominciare una nuova vita: durante il tragitto, l'uomo getta il Medaglione del Tempo in mare, ritenuto ormai inutile in quanto la creazione delle Sabbie è stata scongiurata. Kaileena rivela al Principe di essere preoccupata per i suoi presentimenti e su come possa essere cambiato il corso del tempo dopo che entrambi sono sfuggiti al proprio destino, ma quest'ultimo la rassicura dicendo che a Babilonia non le sarà fatto alcun male. Non appena la nave arriva in prossimità del porto della città, i due assistono però a uno scenario totalmente inaspettato: Babilonia è infatti messa a ferro e fuoco da un esercito straniero, che li individua e affonda la loro nave, facendoli naufragare.
Kaileena viene fatta prigioniera, e il Principe si fa così strada attraverso le vie della città nel tentativo di salvarla, fino a quando non la raggiunge in un cortile in cui è stata incatenata. Qui il persiano scopre chi c'è dietro l'attacco alla sua città: si tratta di Zervan, il visir del Mahrajah che lui stesso uccise dopo aver riavvolto il tempo chiudendo la clessidra sette anni prima. Tuttavia, quando il Principe ha cambiato il suo destino impedendo la creazione delle Sabbie, ha di fatto cancellato ogni evento relativo alla sua avventura al palazzo di Azad, e di conseguenza non ha mai ucciso Zervan. L’anziano uomo racconta come la spedizione sull'Isola del Tempo del Marajah a cui aveva preso parte anni prima si rivelò infruttuosa, in quanto trovarono solo una Clessidra vuota e altri oggetti privi di poteri. Tuttavia, attraverso dei libri recuperati dalla biblioteca dell'isola, venne a conoscenza di un metodo per ottenere l'immortalità: catturare col Pugnale del tempo l'essenza dell'Imperatrice e sprigionarne il suo potere. Poche settimane prima, tramite una visione rivelata dallo stesso Pugnale, l'uomo scoprì che l'Imperatrice era viva e che si sarebbe recata a Babilonia (nel momento in cui la donna finisce nel Presente), e dopo essersi visto rifiutare la propria richiesta di organizzare una spedizione da parte del Marajah, uccise quest'ultimo impossessandosi del suo regno e dell'esercito. Zervan uccide così l'Imperatrice con il Pugnale, creando le Sabbie, e poi lo usa per autotrafiggersi al cuore, trasformandosi in una terrificante creatura alata immortale e dai poteri sovrannaturali, mentre i suoi soldati e lo stesso Principe vengono contaminati dalle Sabbie e iniziano a trasformarsi in mostri di sabbia. Pur ferito da una catena di uno dei soldati di Zervan, che si è fusa con la sua carne, il Principe riesce a prevenire la trasformazione sottraendo a Zervan il Pugnale per poi fuggire.
A un certo punto inizia a sentire un forte dolore al braccio contaminato dalle Sabbie e cade privo di sensi in un pozzo. Al suo risveglio inizia a sentire una voce misteriosa proveniente dalla sua mente, scoprendo che l'esposizione alle Sabbie del Tempo ha diviso la sua personalità: il suo sé stesso, che per quanto pieno di difetti si sforza ad essere buono e nobile, e il suo alter-ego oscuro, che rappresenta gli aspetti più crudeli, avari e arroganti della sua psiche. In assenza di acqua e quando è nutrito dalla rabbia e dalla paura del Principe, l'alter ego, chiamato anche Principe Oscuro, riesce ad assumere completamente il controllo di tutto il corpo, mutandolo nell'aspetto ma lasciando la sua mente intatta. Nel suo stato naturale, il danno subito delle Sabbie è limitato ad una ferita luminosa sul suo braccio e la sua spalla sinistra, che tuttavia aumenta sempre di più ogni volta che si trasforma, come un'infezione.
Nel frattempo, Zervan ha trasformato il suo esercito e alcuni abitanti di Babilonia in mostri di sabbia, creando tra l'altro dei portali per muoversi rapidamente da una parte all'altra della città. Mentre cerca un modo per raggiungere il malvagio visir (che può essere ucciso solamente tramite lo strumento che lo ha reso immortale, ossia il Pugnale del Tempo), il Principe incontra Farah, che non si ricorda di lui (o meglio non lo conosce, in quanto i fatti di Azad non si sono mai verificati) e rimane sorpresa nel sapere che l'uomo conosca il suo nome. Inizialmente restia, alla fine la donna accetta di collaborare con il Principe per poter sconfiggere Zervan. Mentre viaggiano insieme, il Principe continua a resistere alla lotta interna tra le sue nobili aspirazioni (che risuonano con la brava e compassionevole Farah, che sta maturando sentimenti nei suoi confronti) e il Principe Oscuro, la cui voce è un costante ricordo delle tendenze più oscure ed egoistiche del Principe, che sta progressivamente sfuggendo al suo controllo. L'affetto crescente del Principe per Farah lo porta a diventare più altruista aiutando la sua gente oppressa. Un particolare gesto eroico segna una svolta decisiva nella missione, perché il suo eroismo ispira una nuova speranza nella popolazione: con i loro spiriti risollevati nel sapere che il loro Principe combatte per salvarli dal Visir, essi formano un esercito in sua difesa e forniscono un diversivo per permettere al Principe e a Farah di entrare attraversando le orde dei guerrieri di Sabbia a guardia del palazzo.
Quando i due giungono in prossimità della sala del trono dopo lunghe peripezie, Zervan tende loro un'imboscata, catturando Farah e gettando in un pozzo vuoto il Principe, il quale però sopravvive alla caduta tramutandosi nel Principe Oscuro. Mentre procede nel pozzo, la voce del Principe Oscuro cresce sempre più forte e ostile, alimentata dalla mancanza d'acqua e dalla conseguente disperazione del Principe. Giunto in una stanza buia, il Principe ritrova suo padre, il re Shahraman, senza vita sul pavimento. Sopraffatto dal dolore e schernito dal Principe Oscuro, di fronte all'ennesima tragedia il Principe finalmente riconosce la propria immaturità e i suoi costanti sforzi per non commettere errori, giurando sopra la spada del padre di accettare e assumersi le responsabilità delle conseguenze delle sue azioni da questo momento in avanti. Con questa decisione, riesce a zittire il Principe Oscuro e riprende la sua forma naturale senza l'uso dell'acqua.
Il Principe riesce finalmente a raggiungere la cima della torre di Babele, dove incontra il visir e Farah, tenuta prigioniera; dopo un lungo scontro, il Principe riesce a uccidere Zervan tramite la spada di suo padre e soprattutto grazie al Pugnale del Tempo, facendo svanire anche il suo esercito e liberando Farah e il popolo di Babilonia. Fa la sua apparizione anche lo spirito di Kaileena, che ringrazia il Principe ripulendolo dalla contaminazione delle Sabbie e guarendo le sue ferite sul braccio, per poi lasciare il mondo attuale portando con sé il Pugnale del Tempo, l'ultima reliquia legata alle Sabbie. Subito dopo il Principe trova la corona di suo padre a terra, ma mentre si china per raccoglierla, con sua grande sorpresa, si materializza il Principe Oscuro, che afferra la corona per primo ed esclama:
Nonostante la scomparsa delle Sabbie, il Principe Oscuro è vivo e può ancora contare su una propria forza e autonomia alimentate da anni di odio, orgoglio ed egoismo del Principe, che viene così trascinato all'interno della sua stessa mente e dove avverrà lo scontro definitivo. Dopo una serie di excursus mentali che rimandano ai momenti principali di tutte le sue avventure e dopo inutili tentativi di sconfiggere l'avversario con la forza bruta, il Principe capisce che più combatte il Principe Oscuro più questi si fortifica: decide così di ignorarlo e di seguire una visione di Farah salendo su di una scala che porta a una luce brillante. Privato della rabbia, avidità e superbia, il Principe Oscuro è finalmente sconfitto, mentre il Principe si sveglia nel mondo reale nel caldo abbraccio di Farah.
Mentre guardano fuori verso una Babilonia in ricostruzione, Farah chiede al Principe la verità su come facesse a sapere veramente il suo nome (il Principe aveva infatti detto inizialmente di conoscerla attraverso storie e racconti sentiti in giro, versione a cui la donna non aveva mai creduto). Lui inizia perciò a raccontarle la storia usando lo stesso monologo dell'introduzione del primo gioco, portando la trilogia a un cerchio completo:

## Personaggi
Il Principe
Figlio minore del re di Persia Shahraman. Dopo la sconfitta del Dahaka, porta la sua amata Kaileena a Babilonia, per iniziare una nuova vita insieme a lei.
Il Principe Oscuro
È la personificazione delle caratteristiche oscure del Principe: feroce, sprezzante, violento ed egoista.
L'Imperatrice Kaileena
Imperatrice del Tempo, incontrata nel precedente episodio (Spirito Guerriero), dopo essere stata salvata dal Principe lascia insieme a lui l'Isola del Tempo per dirigersi verso Babilonia.
La Principessa Farah
Figlia del Maharajah d'India che ha già accompagnato il Principe nel 1º episodio (le Sabbie del Tempo). È stata ridotta in schiavitù e portata a Babilonia dal Visir Zervan.
Il Visir Zervan
Consigliere e traditore del Maharajah d'India (Padre di Farah). Il Principe l'aveva ucciso al termine del 1º episodio della saga ma tornando indietro nel tempo e impedendo la creazione delle Sabbie del Tempo nel 2º episodio, ha di fatto cancellato gli avvenimenti di Azad.
Il vecchio veggente
In Spirito Guerriero aveva profetizzato la morte del Principe per mano del Dahaka. Felice di "vederlo" ancora in vita, lo aiuta nella riconquista di Babilonia.

## Doppiaggio
| Personaggio     | Voce originale    | Voce italiana         |
| --------------- | ----------------- | --------------------- |
| Prince          | Yuri Lowenthal    | Massimo Antonio Rossi |
| Principe Oscuro | Rick Miller       | Raffaello Lombardi    |
| Kaileena        | Sarah Carlsen     | Giuliana Nanni        |
| Farah           | Helen King        | Simona Biasetti       |
| Visir Zervan    | Harry Standjofski | Umberto Bortolani     |
| Veggente        | Hubert Fielden    | Riccardo Rovatti      |
| Mahasti         | Lucinda Davis     | Mara Vapori           |

## Boss
Sono di seguito elencati i boss di fine livello del gioco.
- Klompa - Il primo boss. Inizialmente un uomo ma, a causa delle sabbie è diventato un gigantesco mostro di sabbia, che ora è a guardia delle prigioni dell'arena dove tutti i cittadini ribelli vengono mandati da lui come punizione. Il Principe lo incontrerà e subito il mostro cercherà di attaccarlo, ma dopo averlo accecato pugnalandogli gli occhi e averlo messo in ginocchio, ci si arrampicherà di sopra e lo finirà pugnalandogli la testa. Con la morte di Klompa, il Principe riesce a liberare i cittadini prigionieri.
- Mahasti - Il secondo Boss. È la donna che si incontra nel livello chiamato "il bordello" ed è la custode delle prigioni dove sono custoditi i prigionieri del visir. Prima della contaminazione, ha lanciato una catena che si è arrotolata al braccio del Principe dando poi vita al Principe Oscuro; in seguito alle contaminazione è diventata molto più agile tanto che riesce a fare dei salti eccezionali. Nella prima parte dello scontro dimostrerà una discreta superiorità ma, appena apparirà il Principe Oscuro, ella comincerà a fuggire e bisognerà rallentare il tempo. Alla fine il Principe Oscuro la ucciderà gettandola giù da uno dei palazzi.
- I gemelli - Il terzo boss. I gemelli, uno con una spada e uno con un'ascia, sono le guardie del corpo del visir e i migliori guerrieri dell'esercito. Anch'essi un tempo uomini, la contaminazione delle sabbie li ha resi più forti e agili. Il primo dei due riesce a far cadere in una trappola il Principe poiché quest'ultimo, vedendo la prigione della città in fiamme e sentendo delle urla da lì, corre in aiuto dei cittadini nonostante gli avvertimenti del Principe Oscuro. Tuttavia il Principe non solo riesce a fuggire ma salva anche i prigionieri. Il gemello con l'ascia allora cerca di attaccarlo su una carrozza ma il principe lo evita e prende anche lui una carrozza per inseguire il suo nemico. Dopo un arduo inseguimento, il Principe disarciona il gemello con l'ascia e i due atterrano in una piazzetta, dove entra in scena anche il gemello con la spada. Dopo un duro combattimento, il Principe uccide il gemello con la spada e lancia il cadavere contro l'altro; questi sta per attaccare furibondo il Principe che stava prendendo fiato, ma Farah lo uccide tirandogli una freccia al collo e salva il Principe.
- Zervan - Il boss finale. È lo stesso visir del primo gioco, il traditore del Maharajah, ma questa volta ha assunto le sembianze di una creatura umanoide alata quasi immortale: il suo unico punto debole risulterà infatti lo stesso pugnale del tempo che lo ha generato. Il Principe lo colpirà senza sosta, ferendolo solo superficialmente, quindi gli staccherà le "ali", aumentando la sua ira. Alla fine, dopo una lunga scalata su blocchi fluttuanti, il Principe si getterà su Zervan colpendolo al cuore con il pugnale, uccidendolo e rilasciando le sabbie del tempo contenute al suo interno.

## Contenuti aggiuntivi

### Kindred Blades
Durante lo sviluppo, I due troni è stato cambiato radicalmente nel gameplay e design.
- Il nome originale del progetto era Kindred Blades (Spade Gemelle) e doveva avere la stessa atmosfera oscura di Spirito Guerriero con sangue, smembramenti e storia completamente diversa.
- Babilonia doveva poi trattarsi d'una mappa semiaperta, come l'Isola del Tempo di Spirito guerriero, e dunque esplorabile liberamente tramite tetti, canali sotterranei, ponti e strade.
- Il Principe conservava il suo aspetto trasandato e temprato da Spirito Guerriero e il Medaglione del tempo era incastonato nella sua armatura invece che essere gettato via nel filmato iniziale del gioco. E se il Pugnale del Tempo poteva riavvolgere il tempo, il Medaglione avrebbe potuto rallentarlo.
- Kaileena avrebbe approfondito il suo legame con il Principe e a un certo punto avrebbe dovuto suicidarsi per salvarlo dalla morte.
- Il Principe Oscuro era diverso, presentando un aspetto simile a un incrocio tra un mostro di sabbia e il principe, con occhi gialli, lunghi capelli argentati e pelle pallida, vestito con un gilet di pelle con pantaloni scuri, e con il medaglione incastrato nel petto. Inoltre, al contrario dei Due Troni, il giocatore poteva controllare la trasformazione a piacere usando il fuoco per attivarla e ritornando il Principe noto a tutti immergendosi in acqua. Durante la trasformazione il Principe Oscuro non perdeva salute, poteva raccogliere le armi dei nemici ed emanava una propria aura.
- Farah sarebbe stata menzionata soltanto e non sarebbe pertanto apparsa fisicamente nel gioco.
- Le "Speed Kills" erano automatiche e non era necessario un QTE per completarle.
- Ci sarebbero stati infine due finali in base alle azioni del Principe, proprio come nel precedente Spirito Guerriero.

## Accoglienza
La rivista Play Generation classificò il bug della caduta infinita come il secondo più memorabile tra i titoli disponibili su PlayStation 2.